# 스위스 컵 바젤
스위스 컵 바젤(예전 스위스 컵)은 매년 10월에 스위스 Arlesheim에서 열리는 컬링 대회이다. 이 대회는 일찍이 세계 컬링 투어 대회에 포함된 대회중 하나이다.

## 역대 우승팀
역대 우승팀은 아래와 같다:
| 연도 | 우승팀            | 준우승팀          | 상금 (CHF) |
| ---- | ----------------- | ----------------- | ---------- |
| 2003 | 랄프 슈퇴클리     | 랜디 페르베       | 23,930     |
| 2004 | 안드레아스 슈발러 | 페이아 린드홀름   | 31,840     |
| 2005 | 랜디 페르베       | 토마스 뢰볼       | 40,000     |
| 2006 | 브래드 구슈       | 안디 카프         | 40,000     |
| 2007 | 데이비드 머독     | 슈테판 카르누지안 | 40,000     |
| 2008 | 브래드 구슈       | 랄프 슈퇴클리     | 40,000     |
| 2009 | 토마스 울스루     | 니클라스 에딘     | 40,000     |
| 2010 | 안디 카프         | 크리스토프 슈발러 | 45,900     |
| 2011 | 브래드 구슈       | 페터 데크루스     | 40,000     |
| 2012 | 오스카르 에릭손   | 스벤 미셸         | 40,000     |
| 2013 | 토마스 울스루     | 오스카르 에릭손   | 43,200     |
| 2014 | 톰 브루스터       | 스벤 미셸         | 42,200     |